# HD 1324
HD 1324，又名CP-79 7，SAO 255652、HR 64，是一颗恒星，视星等为6.77，位于銀經305.07，銀緯-38.2，其B1900.0坐标为赤經0h 12m 22.8s，赤緯-79° -38.2′ 7″。